# The Individualists
The Individualists ist ein Jazzalbum des Chicago Edge Ensemble um den Gitarristen Dan Phillips. Die um 2022 entstandenen Aufnahmen erschienen im September 2023 auf Lizard Breath Records.

## Hintergrund
Sicherlich sei New York City das Zentrum der Welt für einzelne Jazzmusiker, aber Chicago war schon immer ein eher gemeinschaftlicher Ort zum Musizieren, so stellte Mark Corroto fest. Man denke an die kreative Energie der Association for the Advancement of Creative Musicians und seiner Gruppen, etwa des Art Ensemble of Chicago, der Vandermark 5, aber auch der Natural Information Society von Joshua Abrams und People, Places & Things von Mike Reed. Dieser Auflistung könne das Chicago Edge Ensemble des Gitarristen Dan Phillips hinzugefügt werden. The Individualists ist die dritte Veröffentlichung dieses Quintetts und folgt auf die Alben Insidious Anthem (Trost Records, 2018) und Decaying Orbit (Music+, 2017). Dabei hatte sich die Besetzung verändert: Der Kornettist Josh Berman kam an Stelle von Mars Williams in die Gruppe, zu der weiterhin der Posaunist Jeb Bishop, der Bassist Krzysztof Pabian und der Schlagzeuger Hamid Drake gehörten. In der Chicagoer Tradition ist jeder dieser Musiker Mitglied mehrerer Ensembles. Phillips komponierte und arrangierte die gesamte Musik mit Ausnahme von „Mutualism In Action“, dem einzigen, vollständig improvisierten Titel.

## Titelliste
- Chicago Edge Ensemble: The Individualists (Lizard Breath Records)[2]

1. Victims of the Cultural Hegemony 6:29
2. Blue Bakunin 7:15
3. The Individualists 5:36
4. Reverse Hierarchical Diffusion Obligation 5:05
5. The Passion of Lucy Parsons 6:20
6. Mutualism in Action 6:19
7. Malatesta on the Move 6:35
8. Bumpin' with da Bourgeoisie 5:49
9. Late Capitalist Inferno 6:22

Die  Kompositionen stammen von Dan Phillips (Titel: 1–5, 7–9), und von Phillips, Drake, Bishop, Berman, Pabian (Titel: 6).

## Rezeption
Nach Ansicht von Mark Corroto, der das Album in All About Jazz rezensierte, nutze Dan Phillips einfach die Erfahrung und das Wissen seiner Crew für eine weitere triumphale Interaktion. Die Musik habe durchweg das einzigartige kooperative Feeling Chicagos. „Mutualism in Action“, vollständig improvisiert, habe mit seinen verstreuten Tönen eine innere Logik. An anderer Stelle, in „Reverse Hierarchical Diffusion Obligation“ würde sich der Sound nach ein bisschen Chaos organisieren oder wechsle in „Blue Bakunin“ zu einer absichtlichen, aber orchestrierten Anarchie, bevor Phillips’ Gitarre von einigen raffinierten Bläser-Arrangements geleitet werde. Das Ensemble lasse die komplexen Wendungen einfach klingen und die Reise hier sei ziemlich Groove-zugänglich.